# أحمد توتونجي
أحمد توتونجي (ولد 1941 م) داعية وكاتب عراقي، مؤسس الندوة العالمية للشباب الإسلامي، والمعهد العالمي للفكر الإسلامي. حاصل على دكتوراه في هندسة النفط.

## ولادته وعائلته
وُلد أحمد توتونجي في أربيل شمالي العراق، عام 1941. 
وهو أب لخمسة أولاد: محمد ولد في هاموند إنديانا 1971؛ إلهام ولدت في طرابلس ليبيا 1973؛ محمود ولد في الرياض 1975؛ عمر ولد في الرياض 1977؛ هدى ولدت في الرياض 1979 .

## دراسته
- 1957 الالتحاق بثانوية الإعدادية المركزية في بغداد.
- 1958 الحصول على بعثة وزارة النفط والسفر إلى إنجلترا.
- 1958 – 1960 الحصول على Level"O" و Level"A" في كلية كورنوول للتكنولوجيا في أقصى جنوب غرب إنجلترا.
- 1960 – 1963 طالب بكالوريوس هندسة النفط والتعدين في جامعة برمنجهام في المملكة المتحدة.
- 1963 – 1970 طالب في جامعة ولاية بنسلفينيا في مدينة ستيت كولج بأمريكا.
- 194 الحصول على الماجستير في هندسة النفط.
- 1970 الحصول على الدكتوراه في هندسة النفط.

## مؤسساته
- 1960 تأسيس جمعية الطلبة المسلمين في المملكة المتحدة وشمال أيرلندا (MSS) في الزاوية العلوية في ليفربول.
- 1961 تأسيس اتحاد الطلبة المسلمين في أوروبا UMSO
- 1963 تأسيس اتحاد المنظمات الطلابية الإسلامية FOSIS)) في المملكة المتحدة وشمال أيرلندا.
- 1963 تأسيس جمعية الطلبة المسلمين في أمريكا وكندا في جامعة شامبين إربانا بولاية إيلينوي (MSA).
- 1969 تأسيس الاتحاد الإسلامي العالمي للمنظمات الطلابية في مدينة آخن في ألمانيا في مسجد بلال (IIFSO)
- 1972 تأسيس الوقف الإسلامي في أمريكا الشمالية في إنديانا (NAIT.( (North American Islamic Trust)
- 1973 تأسيس قسم هندسة النفط في جامعة الرياض التي أصبحت تحمل اسم جامعة الملك سعود
- 1972 تأسيس الندوة العالمية للشباب الإسلامي (WAMY).[1]
- 1981 تأسيس المعهد العالمي للفكر الإسلامي في أمريكا "IIIT".
- 1983 تأسيس مؤسسة سار الخيرية في ولاية فرجينيا (SAAR).
- تأسيس الهيئة الخيرية الإسلامية العالمية في الكويت.[2]

## كتبه
1. خمسون عامًا بين الشرق والغرب، في مجلدين، 1434هـ/ 2013م.